# Vanjska politika Bosne i Hercegovine
Vanjsku politiku Bosne i Hercegovine vodi tročlano Predsjedništvo i Ministarstvo vanjskih poslova. Temelji se na Općim pravcima i prioritetima za provedbu vanjske politike, dokumentu Predsjedništva BiH. Obilježava je nepostojanje strategije i improviziranost. Uglavnom ima ulogu afirmacije jedne političke koncepcije i jedne političke stranke. Nemogućnosti njezine afirmacije razlog je unutarnja podjela u državi.

## Načela vanjske politike
Početak vanjske politike BiH započeo je nakon okončanja rata u BiH i uvođenjem tročlanog Predsjedništva, kojeg čine predstavnici tri konstitutivna naroda, Bošnjaka, Hrvata i Srba. Vođenje vanjske politike temelji se na dokumentu Opći pravci i prioriteti za provedbu vanjske politike Bosne i Hercegovine kojeg je uredilo Predsjedništvo 2003., u kojemu su tada bili Sulejman Tihić, Dragan Čović i Mirko Šarović. Dokument je sadržan na svega pet stranica.
Dokument navodi pet prioriteta bosanskohercegovačke vanjske politike, zajedno uz načelno prihvaćanje mira u svijetu, borbe protiv terorizma i miroljubive suradnje sa svima. Priroriteti vanjske politike BiH su očuvanje i zaštita neovisnosti, suvereniteta i teritorijalnog integriteta BiH u međunarodno priznatim granicama; potpuna i dosljedna provedba Daytonskog sporazuma; pristupanje BiH euroatlanskim integracijskim procesima; sudjelovanje BiH u višestranim aktivnostima, posebno u okviru UN-a, Vijeća Europe, OESS-a, Organizacije islamske konferencije (OIC) i drugih asocijacija; te promicanje BiH kao partnera u međunarodnim gospodarskim odnosima i aktivnostima koje će omogućiti prijem BiH u Svjetsku trgovinsku organizaciju (WTO).
U bilateralne prioritete ubrojeni su dobrosusjedski odnosi sa zemljama regije, jačanje odnosa s velikim silama i organizacijama kao što su Europska unija i OIC, te promicanje bosanskohercegovačkog gospodarstva i jačanje tehnološke i kulturne suradnje s drugim zemljama. Multilateralni prioriteti su brojniji, a naglašeno je uključivanje i približavanje BiH Europskoj uniji i NATU, jačanje suradnje s OIC-om, Pokretom nesvrstanih i regionalnim asocijacijama u Amerikama, Aziji i Africi.

## Povijest
Kao kreator vanjske politike, Predsjedništvo BiH imalo je podijeljene stavove oko svih bitnijih događanja u svijetu. Ne postoji službeni stav Bosne i Hercegovine prema neovisnosti Kosova. BiH nije priznala neovisnost Kosova, a Predsjedništvo je bilo podijeljeno glede tog pitanja. Srpski član Predsjedništva, Nebojša Radmanović, protivio se priznavanju neovisnosti. Bošnjački član Predsjedništva, Haris Silajdžić, strahovao je da bi priznavanje kosovske neovisnosti od strane Europske unije otvorilo pitanje prava na samoodređenje Hrvata i Srba u BiH. Stav Republike Srpske je da se Kosovo ne smije priznati bez suglasnosti službenog Beograda i Prištine. Stoga stav BiH oko Kosova stoga danas izaziva poteškoće oko dogovaranja tehničkih pitanja, kao što je ulazak kosovskih državljana i deklariranje proizvoda s Kosova.
Nedugo poslije, srpska stranka je u Gruzijskom ratu podržala rusku, a bošnjački političari stranu Europske unije i njezinih zapadnih saveznika.
Paraliziranost vanjske politike BiH došla je i u vrijeme Sirijskog građanskog rata, kada se razvila kriza vlasti zbog odluke ministra vanjskih poslova Zlatka Lagumdžije da podrži rezoluciju UN-a protiv Sirije bez suglasnosti Predsjedništva i Vijeća ministara. Srpska strana otvoreno se usprotivila bjanko potpori svrgavanju vlasti sirijskog predsjednika Bašara al-Asada.
Nemogućnost pronalaženja zajedničkog stava ponovila se i kod Ukrajinske krize. Tada je srpska strana podržala Rusiju, dok su se bošnjački političari priklonili Europskoj uniji.
Kod palestinsko-izraelskog sukoba 2014., bošnjačka strana otvoreno je podržala Hamas i usprotivila se djelovanju Izraelskih obrambenih snaga. Predsjednik Republike Srpske Milorad Dodik podržao je djelovanje izraelskih snaga. Zbog svog protivljenja Izraelu, članovi Predsjedništva Izetbegović i Komšić, odbili su se susresti s izraelskim veleposlanikom.